# 落花岩
座標: 北緯36度17分33秒 東経126度54分44秒 / 北緯36.292458度 東経126.91231度

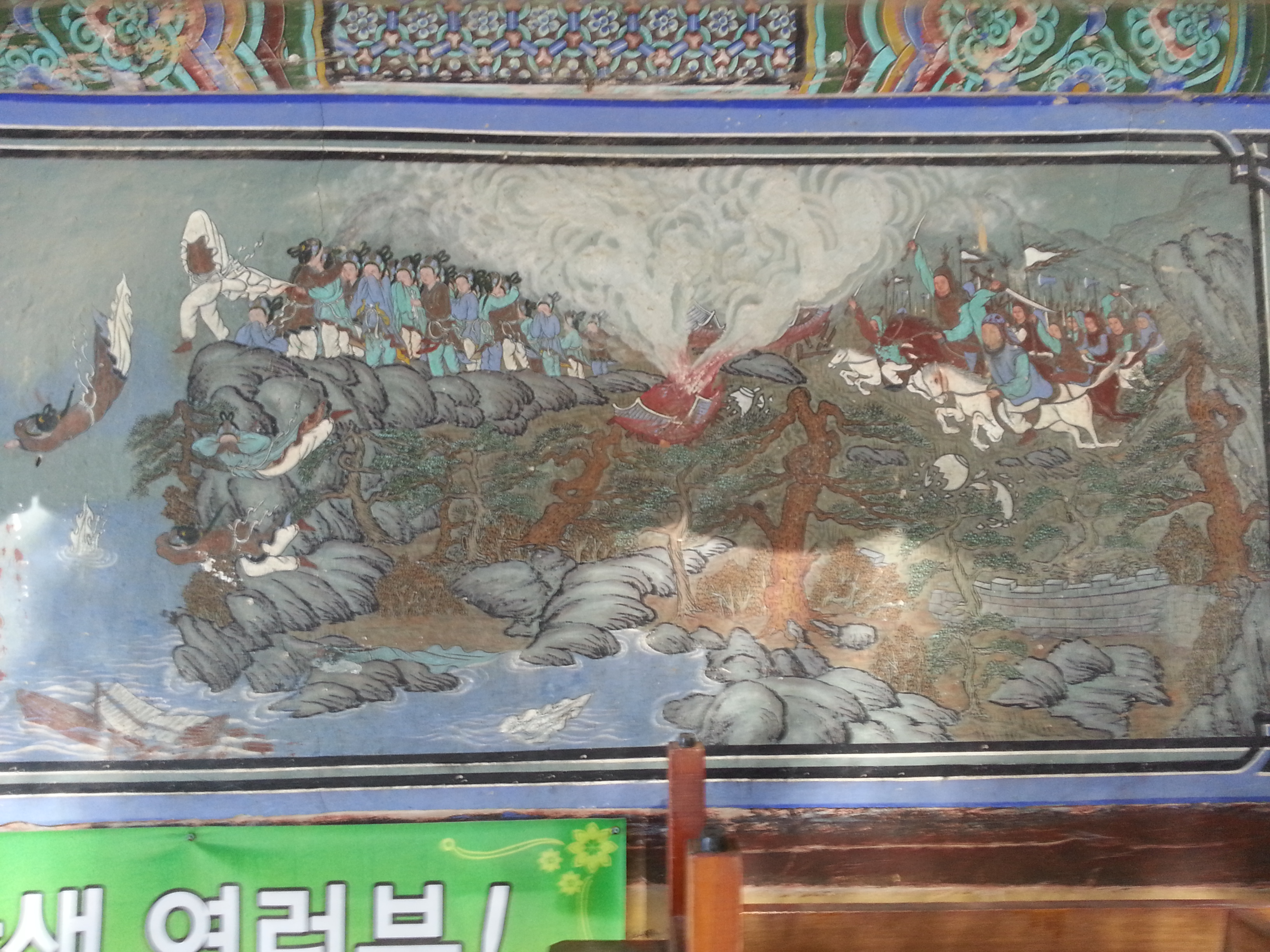
落花岩の傍にある皐蘭寺に掲げられている宮女の投身を描いた絵。

落花岩（らっかがん、朝鮮語: 낙화암; ナックヮアム）は、忠清南道扶餘郡扶蘇山にある岩である。1984年5月17日、忠清南道の文化財資料第110号に指定された。

## 概要
百済の義慈王20年（660年）、羅･唐連合軍の攻撃で百済の首都泗沘城が陥落した際、百済の3千の宮女がここから白馬江（백마강、ペンマガン）に向かって身を投げたとの伝説に由来した岩である。
落花岩の絶壁には、1929年に、宮女たちを追慕するために六角形の『百花亭』亭子が建立された。下には宋時烈（1607年 - 1689年）揮毫と伝わる「落花岩」と彫刻された文字が刻まれている。
自殺した宮女についての内容が言及された最初の記録は一然の『三国遺事』巻1「太宗春秋公」条であるが、次のようである。
| 「 | 百済古記に言う、『扶餘城北側の角に大きな岩があって、その下で江水に臨んでいる所だが、伝えられる所、義慈王とさまざまな後宮は、禍を免れえないことを知り、いっそ自殺しようとも他人の手に死なぬようにしよう。と言うや互いに連れだち、江水に身を投げて死んだと言うことで、世間では堕死岩（타사암; タサアム）と呼ぶ』。これは俗説の訛伝である。宮女たちはそこから落ちて死んだであろうが、義慈王が唐で死んだということは「唐史」に明白に記録されている。 | 」 |

『三国遺事』は実際、歴史とは異なった伝説も含められており、当時の宮闕跡をもって分析してみた結果としては3千名にもなる人員を収容することができないという指摘もある。その後、高麗時代に「落花岩」という名が出てきて、安鼎福の『東史綱目』巻2で「諸姫」と表現した。「3千」という数を対象にした初めての言及は朝鮮初の金訢（김흔; キム フン、1448年 - ?）が、「落花岩」という詩で「三千の歌舞 砂に身をまかせて／花散り玉砕けるごとく水に随って行ってしまった（三千歌舞委沙塵／紅殘玉碎隨水逝）」と詠んだのが最初だった。以後、尹昇漢（ユン スンハン）の小説『金庾信』（野談社、1941年）で「3千宮女」との言葉を直接的に使用し、李弘稙（イ ホンジク）が書いた『国史大事典』（知文閣、1962年）の「落花岩」の項目で公的に書かれるようになった。結局、近代以前に「三千宮女」を記録した歴史書は存在しない訳である。